# Life Is a Grave & I Dig It!
Life Is a Grave & I Dig It! – siódmy studyjny album duńskiej grupy muzycznej Nekromantix. Wydawnictwo ukazało się w 2007 roku nakładem Hellcat Records. Nagrania zrealizowano w Los Angeles w stanie Kalifornia w Thee Warehouse Studio, inżynierem dźwięku był Henrik Neidemeier, natomiast mastering wykonał Jeff King.
Jest to również pierwsze wydawnictwo grupy zrealizowane w nowym składzie wraz z Tröyem Deströy oraz Andy DeMize, którzy to zastąpili braci Petera and Kristiana Sandorffów, którzy opuścili zespół w 2005 roku, tuż po przeprowadzce Kima Nekromana do USA.

## Lista utworów
1. "NekroHigh" – 3:15
2. "Horny in a Hearse" – 3:51
3. "Life Is a Grave & I Dig It!" – 3:36
4. "My Girl" – 3:09
5. "Rot in Hell!" – 2:57
6. "Voodoo Shop Hog" – 3:31
7. "Cave Canem" – 3:07
8. "Flowers Are Slow" – 3:44
9. "B.E.A.S.T." – 3:47
10. "Anaheim After Dark" – 3:39
11. "Fantazma" – 3:20
12. "Panic at the Morgue" – 3:05
13. "Out Comes the Batz" – 5:30
14. "Anaheim After Dark (instrumental)" – 3:41

## Muzycy
- Kim Nekroman – kontrabas, śpiew
- Tröy Deströy (Troy Russel) – śpiew, chórki
- Andy DeMize (Andrew Martinez) – perkusja, chórki